# 前248年
| 千纪： | 前1千纪 |
| 世纪： | 前4世纪 \| 前3世纪 \| 前2世纪                                                                                         |
| 年代： | 前270年代 \| 前260年代 \| 前250年代 \| 前240年代 \| 前230年代 \| 前220年代 \| 前210年代                               |
| 年份： | 前253年 \| 前252年 \| 前251年 \| 前250年 \| 前249年 \| 前248年 \| 前247年 \| 前246年 \| 前245年 \| 前244年 \| 前243年 |
| 纪年： | 齊王建十七年 趙孝成王十八年 魏安僖王二十九年 韓桓惠王二十五年 秦莊襄王二年 楚考烈王十五年 衛元君四年 燕王喜七年       |

## 大事記
1. 日食。
2. 蒙驁伐趙，定太原，取榆次、狼孟等三十七城。
3. 楚春申君言於楚王曰：「淮北地邊於齊，其事急，請以為郡而封於江東。」楚王許之。春申君因城吳故墟以為都邑，宮室極盛。